# Міжнародна реакція на російсько-грузинську війну (2008)

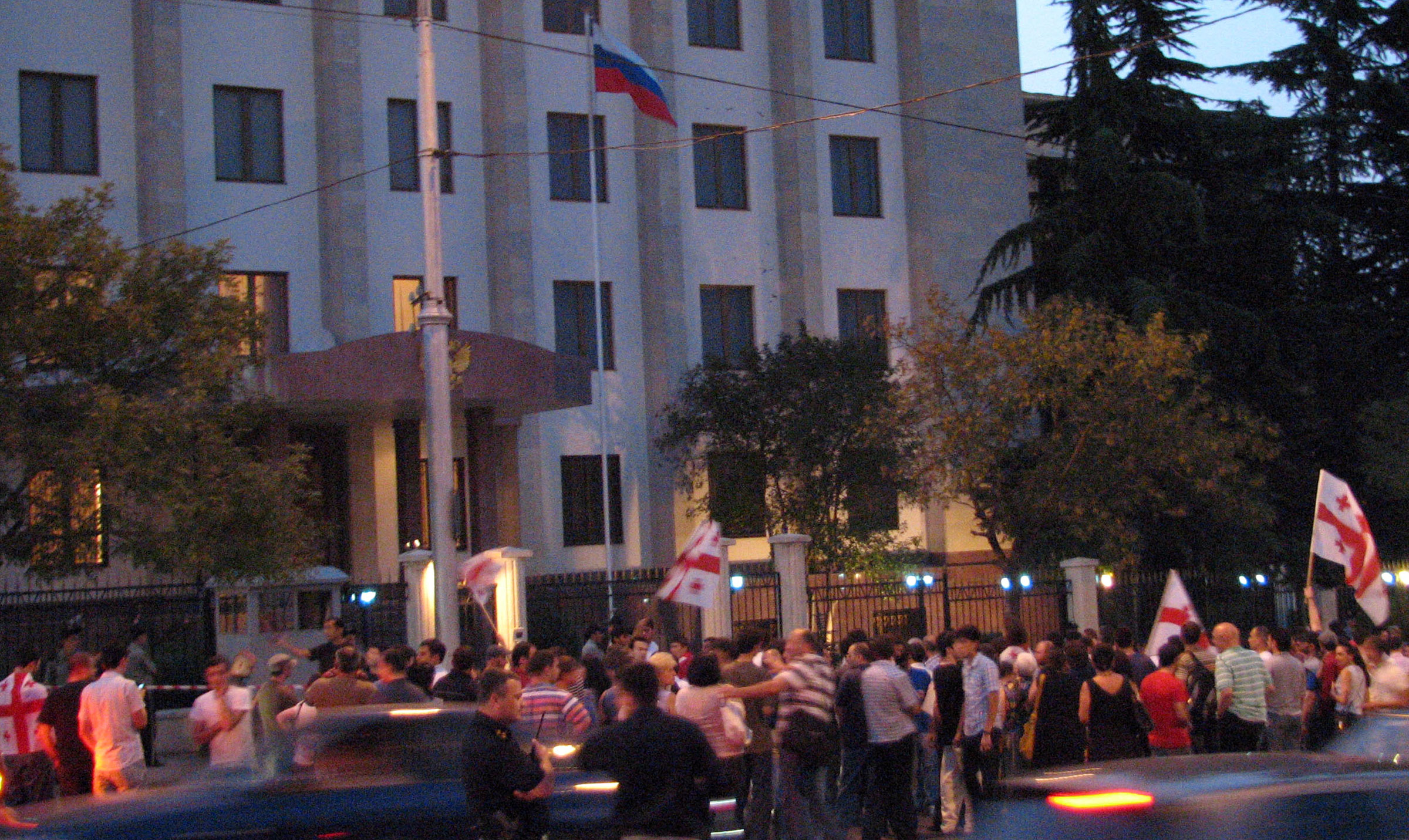
Демонстрація біля амбасади Росії в Тбілісі. 8 серпня 2008 року

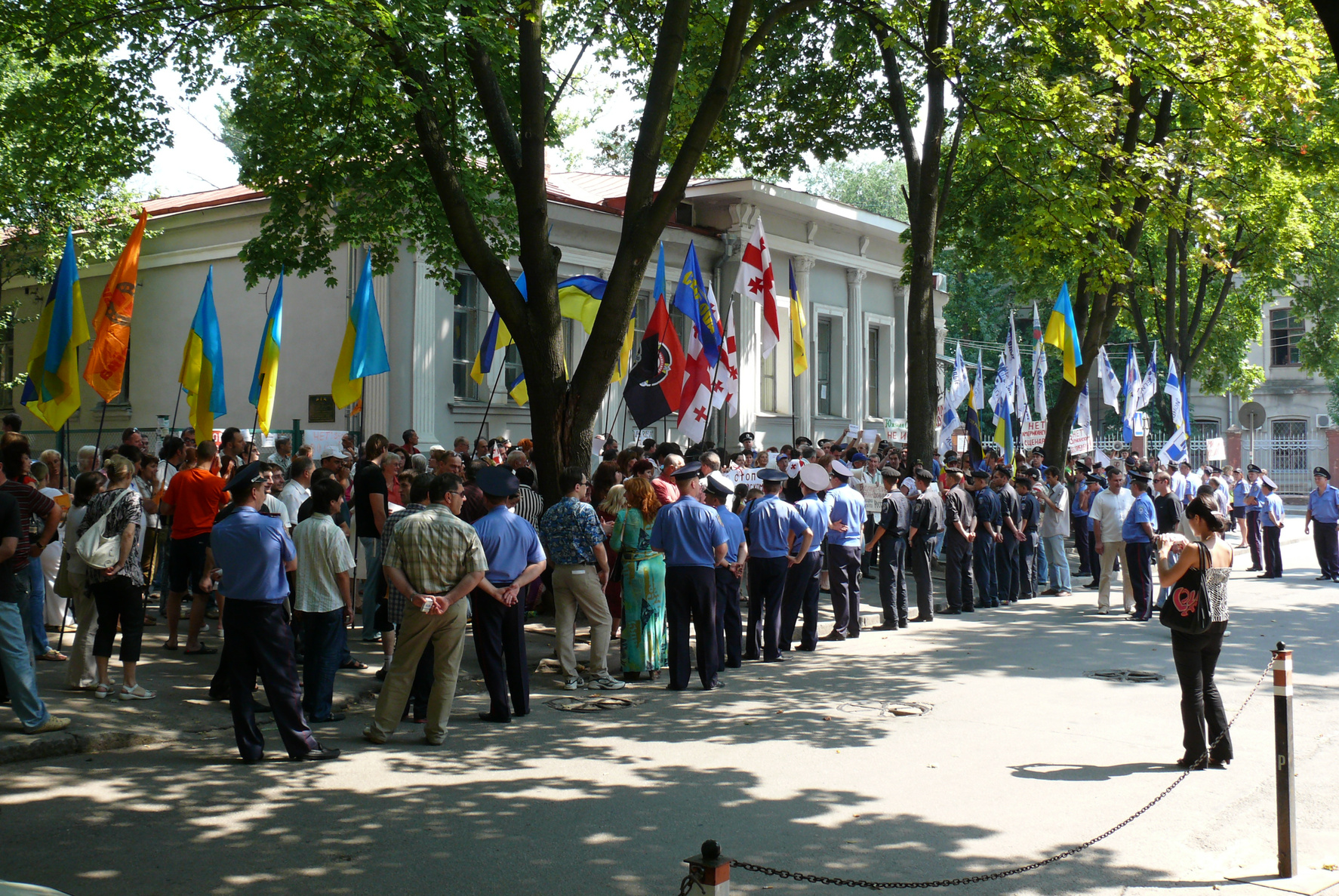
Демонстрація на підтримку Грузії в Харкові. 12 серпня 2008 року

Міжнародна реакція на російсько-грузинську війну — реакція міжнародних політичних організацій та окремих країн на агресію Росії проти Грузії.
Вранці 8 серпня 2008 року, через кілька годин після початку бойових дій, Росія зажадала негайного скликання надзвичайного засідання Ради Безпеки ООН для вироблення спільних заходів з припинення насильства «у зв'язку з агресивними діями Грузії відносно Південної Осетії — міжнародно визнаною сторони конфлікту». Проте, члени Ради Безпеки не змогли прийти до єдиної думки і не прийняли запропонований Росією текст резолюції, що вимагав негайного припинення насильства. У той же день США, Велика Британія, Євросоюз і НАТО звернулися до Грузії і Південної Осетії із закликами зупинити військові дії в зоні конфлікту і повернутися за стіл переговорів. Починаючи з вечора 8 серпня і протягом усього місяця РБ ООН ще кілька разів збирався для обговорення ситуації в Грузії.

## Реакція міжнародної спільноти
З посередницькою місією для припинення війни виступив голова Європейської ради президент Франції Ніколя Саркозі, що запропонував план виходу з кризи, який базувався на трьох елементах: негайне припинення бойових дій, повне дотриманні суверенітету і територіальної цілісності Грузії і відновлення статус-кво до початку бойових дій. Головним результатом посередництва стало досягнення 12 серпня угоди про шість принципів, що призвело до закінчення бойових дій.
10 серпня Генеральний секретар ООН Пан Гі Мун закликав вивести із зони грузино-осетинського конфлікту всі військові контингенти, не санкціоновані міжнародними угодами щодо Південної Осетії, а також закликав всі сторони поважати територіальну цілісність держав і зробити кроки щодо запобігання гуманітарної кризи в Південній Осетії. Він також висловив тривогу з приводу «поширення насильства за межі зони грузино-осетинського конфлікту» і, зокрема, зростання напруженості в абхазькій зоні конфлікту.
США повністю підтримали звинувачення Грузії на адресу Росії, які вказували на надмірне збільшення військової присутності Росії в районі Південної Осетії, розширення масштабів конфлікту і нанесення авіаударів за межами зони конфлікту, а також підтримку Росією дій Абхазії. США і Велика Британія поставили під сумнів заявлені Росією цілі військової операції — «забезпечення захисту її миротворців і цивільного населення Південної Осетії», заявивши, що «прийняті Росією заходи виходять за будь-які розумні межі, а її твердження про гуманітарну мету не заслуговують довіри».
Інші члени Ради Безпеки ООН також висловили стурбованість розширенням зони конфлікту і його ескалацією, зростанням числа жертв, біженців та переміщених осіб, можливими наслідками цієї ситуації. Вони закликали до негайного припинення бойових дій, виведення військ на їхні позиції за станом на 6 серпня, поваги суверенітету і територіальної цілісності Грузії.
Рада Безпеки ООН підтримала посередницьку місію, з якою виступив голова Європейської ради президент Франції Ніколя Саркозі, що запропонував план виходу з кризи.

### Реакція України
Вже наступного дня після початку війни президент Віктор Ющенко направив до Тбілісі свого спеціального представника, а 10 серпня до Тбілісі вирушив міністр закордонних справ Володимир Огризко. Також МЗС України заявило, що «залишає за собою право… заборонити повернення на територію України до вирішення конфлікту кораблів та суден Чорноморського флоту Росії, які можуть взяти участь у вищезгаданих діях».
12 серпня 2008 року Віктор Ющенко особисто прилетів до Грузії, щоб підтримати свого колегу Михеїла Саакашвілі. Виступаючи на мітингу на центральній площі грузинської столиці, він заявив: "Ми приїхали сюди підтвердити ваш суверенітет, вашу незалежність, вашу територіальну цілісність". «Дорогі грузинські друзі, мине час, і ми дивитимемося на ці сторінки нашої історії, як на дорогу, яку мужньо пройшла грузинська нація. Свобода варта того, щоб за неї боротися. Ми маємо пам'ятати, що грузинська нація гідна бути незалежною. Ми приїхали підтвердити: ваша суверенність, незалежність, територіальна цілісність — це наші цінності». Незабаром українські літаки привезли подарунок від українського Президента грузинському народу у вигляді різних гуманітарних вантажів.
Українська громадська націоналістична організація УНА-УНСО оголосила набір добровольців для участі в війні на боці Грузії. Щоправда, українські добровольці потрапити на фронт просто не встигли через закічення бойових дій. Втім, можливо, що під час війни серед грузинських частин діяв і підрозділ, укомплектований українськими вояками, що підверджувала і Генеральна прокуратура України. Згідно з даними Слідчого комітету при прокуратурі РФ, у конфлікті брало участь не менше 200 добровольців з УНА-УНСО. Проте представники цієї організації заперечують цей факт.
Згідно з повідомленнями у пресі, колишній міністр оборони України генерал Олександр Кузьмук зазначив, що зенітні комплекси «Бук», якими грузини збивали літаки агресора, були поставлені Україною. Крім того, обслуговували їх та налагоджували фахівці, які прибули з берегів Дніпра, щоправда, за офіційною інформацією, українці безпосередньо в бойових діях не брали участь.
Провладна коаліція Верховної Ради України не змогла чітко висловити осуд агресивних дій Росії через розбіжності між фракціями коаліції: НУНС закликав до негайного і жорсткого осуду дій Росії в той час як очільник фракції БЮТ у Верховній Раді Іван Кириленко відкрито виступив на підтримку російської агресії. Вважається, що ці розбіжності стали однією з причин розвалу коаліції НУНС і БЮТ. 18 серпня 2008 р. адміністрація Президента України звинуватила уряд Юлії Тимошенко у нечіткій позиції щодо конфлікту і навіть у державній зраді, нібито в обмін на обіцянку підтримки Тимошенко з боку Росії під час наступних президентських виборів. Юлія Тимошенко відкинула ці звинувачення, підтвердила підтримку територіальної цілісності Грузії та наполягала на неприпустимості втягування України у зовнішні конфлікти.
В Україні під час війни було проведено велику кількість пікетів. Найбільш масові акції пройшли у східних та південних областях. У Донецьку 11 серпня відслужили панахиду за грузинами, загиблими внаслідок бойових дій. У Харкові прогрузинські пікети біля генконсульства Росії проводили щодня, починаючи з 9 серпня. 12 серпня одночасно з грузинами російське консульство пікетували й харківські осетини.

## Дії Росії
26 серпня 2008 року Росія, не зважаючи рішення РБ ООН та інші мирні ініціативи, визнала самостійність Абхазії і Південної Осетії.